# Premio Caine
El Premio Caine es un premio literario anual del mejor libro original de un escritor africano, ya sea en África o en otros lugares, que publican en idioma inglés.
El nombre del premio es en honor al empresario británico Michael Harris Caine.
- 2000, 	Leila Aboulela
- 2001, 	Helon Habila
- 2002, 	Binyavanga Wainaina
- 2003, 	Yvonne Adhiambo
- 2004, 	Brian Chikwava
- 2005, 	S. A. Afolabi
- 2006, 	Mary Watson
- 2007, Mónica Arac.[2]
- 2008, 	Henrietta Rose Innes
- 2009, 	E. C. Osondu
- 2010, 	Olufemi Terry
- 2011, 	NoViolet Bulawayo
- 2012, 	Babatunde Rotimi
- 2013, 	Tope Folarin
- 2014, 	Okwiri Oduor
- 2015,  Namwali Serpell.[3]
- 2016, 	Lidudumalingani Mqombothi
- 2017, Bushra al-Fadil
- 2018, Makena Onjerika[4]
- 2019, Lesley Nneka Arimah[5]

- 2020, irenosen Okojie[6]
- 2021, Meron Hadero[7]